# Xylosciara brevipes
Xylosciara brevipes är en tvåvingeart som beskrevs av Wallace A. Steffan 1964. Xylosciara brevipes ingår i släktet Xylosciara och familjen sorgmyggor. Inga underarter finns listade i Catalogue of Life.